# روکش مسی

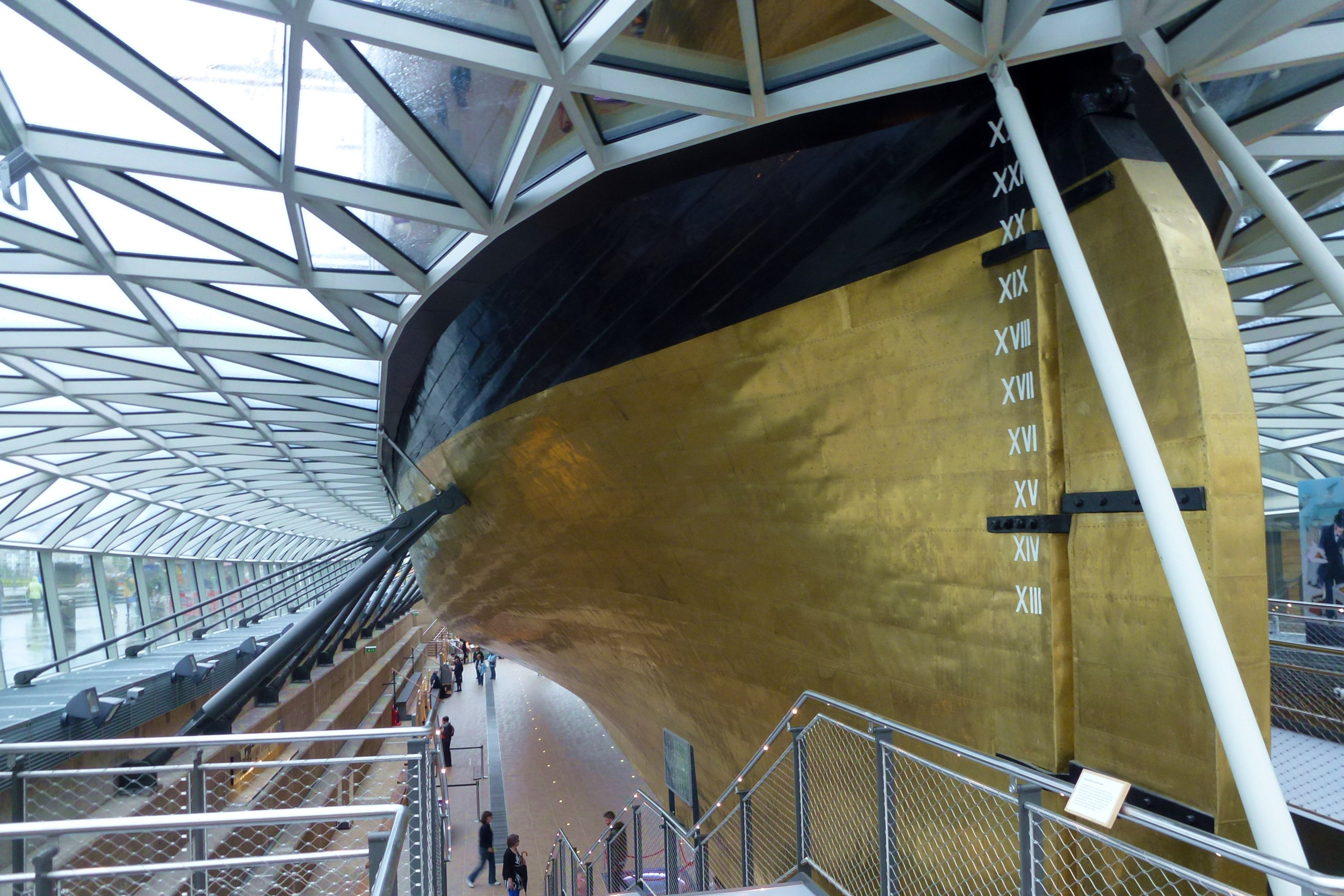
روکش فلزی ، ساخته شده از آلیاژ مس فلز Muntz(برنج زرد)

روکش مسی(به انگلیسی:copper sheathing) عمل محافظت از بدنهٔ زیر آب یک کشتی یا قایق از اثرات خورنده آب نمک و رسوب زیستی از طریق استفاده از صفحات مسی چسبانده شده به بیرون بدنه است. در قرن هجدهم توسط نیروی دریایی سلطنتی پیشگام و توسعه یافت. در دوران باستان، یونانیان باستان از صفحات سربی برای محافظت از بدنه زیر آب استفاده می‌کردند.

## توسعه
خراب شدن بدنه یک کشتی چوبی مشکل مهمی در عصر دریانوردی بود. بدنه کشتی‌ها مورد حمله مداوم کرم‌های کشتی، خرچنگ‌ها و علف‌های هرز دریایی مختلف قرار داشت، که همگی تأثیرات نامطلوبی بر کشتی داشتند، چه از نظر ساختاری، مورد کرم، و چه از نظر تأثیر بر سرعت و کنترل در مورد علف‌های هرز. متداول‌ترین روش‌های مقابله با این مشکلات، استفاده از چوب و گاهی ورق سربی بود. روکش چوب مصرفی، به‌طور مؤثر پوسته غیر ساختاری را برای حمله کرم به بدنه ایجاد می‌کند و می‌تواند به راحتی در فواصل زمانی معین در حوض خشک جایگزین شود. با این حال، علف هرز به سرعت رشد کرد و کشتی‌ها را کند کرد. روکش سرب، در حالی که در کاهش این مشکلات مؤثرتر از چوب بود، با پیچ‌های آهنی کشتی‌ها واکنش بدی نشان داد.
حتی قبل از روش‌های غلاف (روکش)، روش‌های مختلف حفاری و پرداخت بود. سه ماده اصلی مورد استفاده قرار گرفت: مواد سفید، که مخلوطی از روغن نهنگ، کلوفون و گوگرد بود. مواد سیاه، مخلوطی از قیر و زمین. و مواد قهوه ای، که گوگرد به سادگی به مواد سیاه اضافه شده بود. معمول بود که بدنه با ماده انتخابی پوشانده شود و سپس با یک لایه بیرونی نازک تخته چوبی پوشانده شود.
استفاده از روکش مسی برای اولین بار توسط چارلز پری در سال ۱۷۰۸ پیشنهاد شد، اگرچه توسط هیئت نیروی دریایی به دلیل هزینه بالا و مشکلات نگهداری رد شد. اولین آزمایش‌ها با روکش مسی در اواخر دهه ۱۷۵۰ انجام شد: کف و کناره‌های مازه (به انگلیسی:keel) و کیل‌های کاذب چندین کشتی با صفحات مسی پوشانده شد.
در سال ۱۷۶۱، آزمایش گسترش یافت و به ناوچه ۳۲ تفنگی HMS Alarm، باتوجه به وضعیت وحشتناکی که در آن از خدمت در هند غربی بازگشته بود، دستور داده شد که تمام ته آن مسی شود. هشدار HMS به این دلیل انتخاب شد که در سال ۱۷۶۱، نامه ای در مورد وضعیت کشتی ارسال شده بود که در آن گفته شده بود کرم‌های موجود در آب تلفات قابل توجهی بر بدنه چوبی کشتی وارد کرده‌اند. قبل از استفاده از صفحات مسی، بدنه با مواد نرم پوشانده می‌شد که به سادگی مو، نخ و کاغذ قهوه ای بود. مس عملکرد بسیار خوبی داشت، هم در محافظت از پوسته در برابر حمله کرم‌ها و هم در جلوگیری از رشد علف‌های هرز، زیرا در تماس با آب، مس یک فیلم سمی تولید می‌کرد که عمدتاً از اکسی کلرید مس تشکیل شده بود که موجودات دریایی را از بین می‌برد. علاوه بر این، از آنجایی که این فیلم اندکی قابل حل بود، به تدریج حل می‌شد و هیچ راهی برای اتصال حیات دریایی به کشتی باقی نمی‌گذاشت. با این حال، به زودی توسط نیروی دریایی بریتانیا کشف شد که پیچ‌های مسی مورد استفاده برای نگه‌داشتن صفحات به بدنه، با پیچ‌های آهنی مورد استفاده در ساخت کشتی واکنش نشان داده‌اند و بسیاری از پیچ‌ها را تقریباً بلااستفاده کرده‌اند. در سال ۱۷۶۶ به دلیل وضعیت نامناسب پیچ‌های آهنی، هشدار مس حذف شد.
پس از این آزمایش، و با جلوگیری از واکنش گالوانیکی پیش‌بینی نشده و نامفهوم بین مس و آهن، غلاف سربی دوباره امتحان شد، اگرچه مشخص شد که برای این کار مناسب نیست، زیرا صفحات تمایل داشتند به سرعت از بدنه سقوط کنند. تا سال ۱۷۶۴، کشتی دوم، HMS Dolphin، مخصوصاً به منظور آماده کردن آن برای یک سفر اکتشافی در آب‌های گرمسیری، از مس پوشانده شده بود. بدنهٔ Dolphin ' در سال ۱۷۶۸ مورد بازرسی قرار گرفت پس از آنکه کشتی دو بار دنیا را دور زد؛ خوردگی قابل توجهی در اجزای آهنی بدنه وجود داشت که باید تعویض می‌شد. در سال ۱۷۶۹ تلاش دیگری برای مس کردن بدنه کشتی انجام شد، این بار در یک کشتی جدید که با استفاده از پیچ و مهره‌های ساخته شده از آلیاژ مس ساخته شده بود. این بار نتایج به مراتب مطلوب‌تر بود، اما همچنان مشکلات مربوط به پیچ و مهره پابرجا بود. شروع و تشدید جنگ با آمریکا از سال ۱۷۷۳، تمرکز بر روی مسئله پیچ و مهره لازم برای اجازه دادن به یک برنامه مسی در مقیاس کامل را از بین برد.
در دهه ۱۷۸۰ این فناوری به هند گسترش یافت. فرمانروای میسور، تیپو سلطان، پس از مشاهده مزایای کشتی‌های شرکت فرانسوی و هند شرقی، دستور داد که تمامی کشتی‌های نیروی دریایی او پوشش مسی دریافت کنند.

## اجرای گسترده

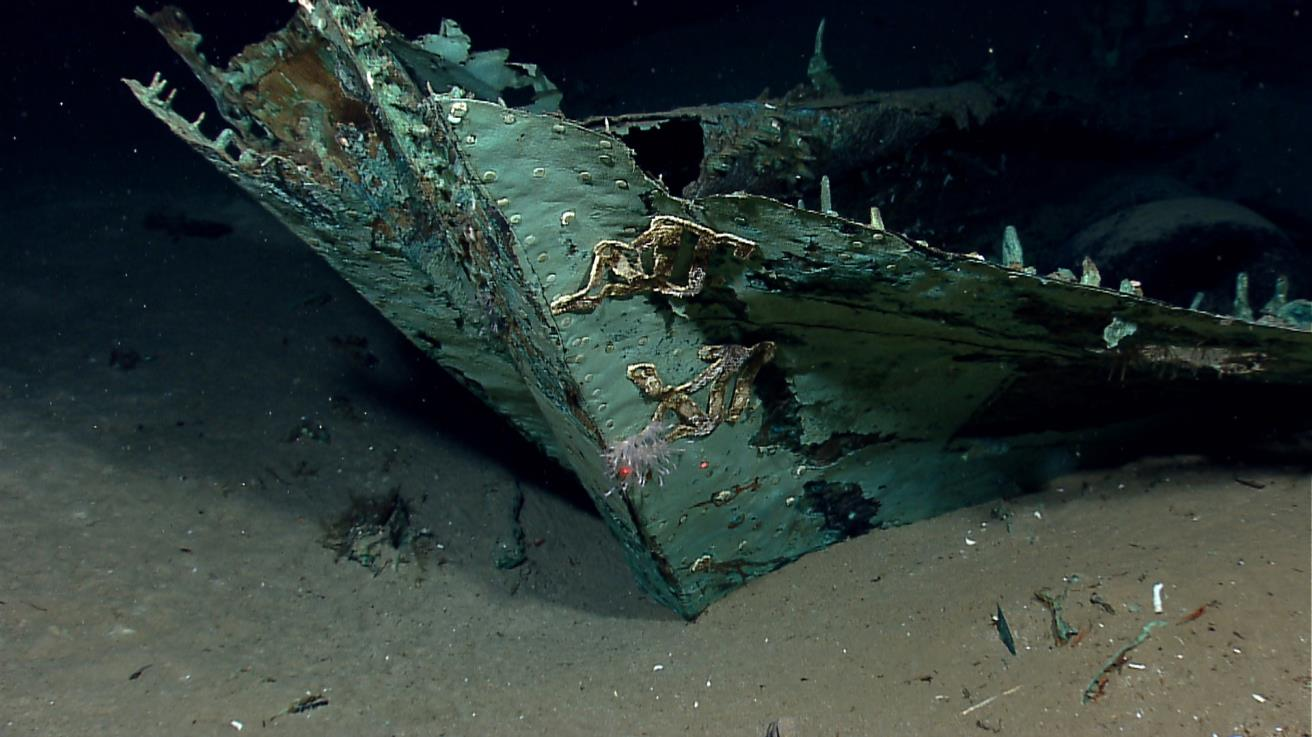
بقایای یک کشتی چوبی اوایل قرن نوزدهم، که در سال ۲۰۱۲ در عمق 4000 ft در خلیج مکزیک توسط کاوشگر اقیانوس پیما NOAAS.
بیشتر الوارها متلاشی شده‌اند و روکش مسی باقی مانده‌است که شکل بدنه را حفظ کرده‌است

با اوج گرفتن جنگ آمریکا، نیروی دریایی سلطنتی در سال ۱۷۷۸ اقدام به مسی کردن کف ناوگان کرد. این اتفاق نمی‌افتاد مگر برای جنگ. این نیز به این دلیل اتفاق افتاد که در سال ۱۷۷۸ آقای فیشر، یک کشتی‌ساز لیورپولی (که تجارت سریع با غرب آفریقا انجام می‌داد) نامه‌ای به هیئت نیروی دریایی فرستاد. او در آن «غلاف مس» را به عنوان راه حلی برای مشکلات کرم کشتی در آب‌های گرم استوایی و تأثیر بر سرعت چسبندگی جلبک‌های دریایی به بدنه توصیه کرد. این نامه موجود نمی‌باشد و در سایر مکاتبات رسمی که توسط موزه ملی دریانوردی برگزار می‌شود به صورت غیر مستقیم به آن اشاره شده‌است. این نامه می‌تواند شامل یک پیشرفت فنی جدید و حیاتی در محافظت از پیچ و مهره آهنی با استفاده از ورق ضخیم بین صفحات مسی و بدنه باشد یا تصادفی باشد. این روش اخیراً با موفقیت (احتمالاً) در کشتی HMS Jupiter آزمایش شده بود. این پیشرفت چیزی بود که قرار بود بر نیروی دریایی پیروز شود.
نامه فیشر توسط چارلز میدلتون ، کنترل کنندهٔ جدید هیئت مدیره نیروی دریایی مشاهده شد، که در آن زمان مشکل عمده ای با تأمین بیش از ۱۰۰ کشتی برای جنگ انقلابی آمریکا (۱۷۷۵–۱۷۸۳) داشت، که در همان سال (۱۷۷۸) به علت فرصت طلبی فرانسه در اعلان جنگ به بریتانیا برای حمایت از شورشیان آمریکایی تشدید شد. این امر عملاً جنگ داخلی محلی را به یک درگیری جهانی تبدیل کرد. اسپانیا در سال ۱۷۷۹ و هلند در سال ۱۷۸۰ به این جنگ پیوستند، بنابراین بریتانیا باید با سه رقیب بزرگ خود روبرو می‌شد. میدلتون بر این عقیده بود که بریتانیا «در همه موقعیت‌ها از تعداد بیشتری برخوردار است» و نیروی دریایی باید «ما را از خطر کنونی خارج کند». او فهمید که مس کردن به نیروی دریایی این امکان را می‌دهد که برای مدت طولانی‌تری بدون نیاز به تمیز کردن و تعمیر بدنهٔ زیر آب، در دریا بمانند، که البته آن را به پیشنهادی بسیار جذاب و البته گران‌قیمت تبدیل می‌کند. او مجبور شد نیروی دریایی را گسترش دهد اما زمانی برای اضافه کردن به ناوگان وجود نداشت و منابع محدودی در دسترس بود. ساخت یک کشتی جنگی ممکن است پنج سال طول بکشد و به ۲۰۰۰ درخت نیاز باشد. با این حال او می‌توانست ناوگان موجود را نوسازی کند، وی راه حل فیشر را درک کرد و در ۲۱ ژانویه ۱۷۷۹ به نیروی دریایی بریتانیا نامه نوشت. او همچنین برای تأمین بودجهٔ لازم، مستقیماً به پادشاه جورج سوم دادخواستی با این عنوان «موضوع بسیار مهم» داد. او یک مدل (ماکت) از کشتی HMS Bellona که ته آن مسی شده بود را برای نشان دادن روش (غلاف مس) با خود برد. پادشاه از او برای فرآیندی پرهزینه برای یک فناوری آزمایش نشده حمایت کرد.
با پایان یافتن جنگ در سال ۱۷۸۳، مشکلات مربوط به پیچ و مهره بدنه، بار دیگر آشکار شد. در نهایت، آلیاژی مناسب برای پیچ‌های بدنه، مس و روی یافت شد. با هزینه گزاف، نیروی دریایی در سال ۱۷۸۶ تصمیم گرفت تا پیچ و مهره هر کشتی در نیروی دریایی، عوض و تجدید شود، سپس در نهایت مشکل خوردگی پیچ را برطرف کرد. این فرایند چندین سال به طول انجامید و پس از آن هیچ تغییر قابل توجهی در سیستم مسی مورد نیاز نبود و آبکاری فلز تا زمان ظهور رنگ ضد رسوب مدرن یک روش استاندارد برای محافظت از بدنه زیر آب کشتی باقی ماند. در قرن نوزدهم، فلز مونتز (آلیاژی از ۶۰ درصد مس، ۴۰ درصد روی و مقداری آهن)، تا حدی جایگزین مس خالص شد. فلز مونتز این مزیت را داشت که تا حدودی ارزانتر از مس است.

## استفاده غیرنظامی
با پذیرش گسترده آن (روش غلاف مس) توسط نیروی دریایی سلطنتی، برخی از مالکان کشتیرانی از این روش در کشتی‌های تجاری خود استفاده کردند. یک شناور مسی شده در فهرست لویدز لندن در سال ۱۷۷۷ ثبت شد، یکslaver sloop Hawke 140 تنی. تا سال ۱۷۸۶، ۲۷۵ کشتی (حدود ۳٪ از ناوگان تجاری) مس شده بودند. تا سال ۱۸۱۶، این میزان به ۱۸ درصد کشتی‌های تجاری بریتانیا رسید. ورق‌های مس برای استفاده در کشتی‌های ساخته شده در هند به هند صادر می‌شدند. در اواخر قرن ۱۸ و اوایل قرن ۱۹، حدود ۳۰ درصد از کشتی‌های هند مسی بودند.
با وجود هزینه اولیه، صاحبان کشتی‌های تجاری با صرفه جویی‌هایی که با روکش مسی ممکن شده بود جذب شدند. از آنجایی که مس کردن گران بود، فقط مالکان بهتر تمایل به سرمایه‌گذاری در این روش داشتند، و در نتیجه استفاده از روکش مسی نشان دهنده یک کشتی خوب و نگهداری شده بود، که منجر به دریافت حق بیمه کمتری توسط لویدز لندن شد. بنابراین از عبارت «ته مسی» به عنوان نشانه‌ای از کیفیت ناشی می‌شود.
مس کردن بیشتر در کشتی‌های تجاری که در آب‌های گرم قایقرانی می‌کردند استفاده می‌شد. کشتی‌هایی که در آب‌های سردتر و شمالی تردد می‌کردند اغلب از تخته‌های پوشش چوبی قابل تعویض استفاده می‌کردند؛ بنابراین موجودات چوبخوار برای این کشتی‌ها مشکل کمتری داشتند و اغلب به‌طور معمولی و کمتر مراقبت می‌شدند - بنابراین به مس کردن که هزینه بالایی داشت آسیب زیادی وارد می‌شد. مس کردن به‌طور گسترده در کشتی‌های برده استفاده می‌شد. پس از اینکه قانون لغو تجارت برده در بریتانیا در سال ۱۸۰۷ تصویب شد، تجارت برده غیرقانونی شد،

## آزمایش هامفری دیوی با پوشش مسی
در اواخر قرن ۱۸ تا اوایل قرن ۱۹، همفری دیوی آزمایش‌های زیادی را برای تعیین چگونگی کاهش خوردگی ناشی از آب دریا روی غلاف مسی محافظت نشده انجام داد. برای این منظور او ضخامت‌های مختلفی از مس را در ساحل غوطه ور کرد و سپس اندازه‌گیری کرد که هرکدام چقدر توسط آب دریا تحلیل رفتند. ورقه‌های فلزات مختلف به مدت چهار ماه در آب دریا باقی ماندند و سپس مورد بررسی قرار گرفتند. از دو کشتی بندری نیز در این آزمایش استفاده شد، یکی با نوار روی اضافی و دیگری با یک نوار آهنی. دیوی مشاهده کرد که در حالی که روی و آهن خود با کربنات پوشانده شده‌اند که به علف‌های هرز، گیاهان و حشرات اجازه می‌دهد تا خود را به فلز بچسبانند، ورقه‌های مسی که به قطعات چدن یا روی متصل شده بودند عاری از هرگونه حیات یا تغییر رنگ بودند. . مس محافظت نشده به سرعت از رنگ مایل به قرمز به رنگ خوردگی مایل به سبز تبدیل می‌شود. هنگامی که فلزات دیگر با مس در نسبت‌های ۱:۴۰ تا ۱:۱۵۰ مخلوط شدند، هیچ علامت قابل مشاهده ای از خوردگی و حداقل کاهش وزن وجود نداشت. هنگامی که نسبت به ۱:۲۰۰ و ۱:۴۰۰ تغییر یافت، خوردگی و کاهش وزن قابل توجه ایی وجود داشت؛ بنابراین دیوی از چدن برای محافظت از مس حمایت می‌کرد، زیرا ارزان‌ترین نوع ساخت آن بود و در مشاهدات او به نظر می‌رسید که آهن و روی سریع‌تر فرسوده می‌شوند.

## استفاده‌های دیگر
اصطلاح ته مسی (روکش مسی اعمال شده به کف یک کشتی چوبی برای جلوگیری از آسیب موجودات دریایی) همچنان برای توصیف یک سرمایه‌گذاری، طرح یا سرمایه‌گذاری ایمن و مطمئناً موفق استفاده می‌شود. همچنین از مسی بست (copper- fastened) (از فعل مس بست (copperfasten)) به‌طور مشابه استفاده می‌شود.